# Рука правде (филм)
Рука правде је предстојећи српски филм из 2025. године, у режији Немање Ћеранића и Небојше Пајкића и према сценарију Небојше Пајкића.,,

## Радња
Благоје Јововић, млади дипломац војне школе у Билећи, добија једну од првих медаља за храброст додељених на подручју Краљевине Југославије у 2 светском рату, а онда учествује у устанку против окупатора.
Док се Благоје бори против окупатора, Анте Павелић у свега неколико недеља прелази пут од пропалог револуционара до поглавника новонастале Независне Државе Хрватске, што је положај који користи да започне геноцид над Србима
У Црној Гори устанак постаје револуција, што Благоје не прихвата већ бира да борбу против окупатора настави као припадник Југословенске војске у отаџбини, у чијим редовима среће свог даљег рођака Јакова Јововића. Након што у борбама против непријатеља покажу своје људске и војничке квалитете, њих двојица добијају задатак да оду у дипломатску мисију код савезника како би обавили припреме за њихово искрцавање на јадранску обалу Југославије.
Сарадници Анте Павелића другим каналима у слично време почињу да граде одступницу за случај да Силе Осовина не победе у рату.
Благоје Јововић десетак година након 2. светског рата, живи у Буенос Ајресу где са својим пријатељем Јаковом држи фабрику плуте. Управо су закључили посао који ће им променити животе, а на приватном плану Благоје планира венчање са Аргентинком Гладом.
Све иде како треба док једног дана возећи се аутобусом Благоје случајно у гужви примети човека са тетоважом усташког симбола. Тај призор Благоју отвара старе ране.
Свестан да озлоглашени усташки поглавник Анте Павелић живи у Буенос Ајресу и дубоко разочаран што никада неће бити приведен правди јер је под заштитом државе, Благоје долази на идеју да елиминише Павелића и тај план представља Јакову који га изричито одбија говорећи да је тако нешто неизводљиво..

## Улоге
| Глумац              | Улога           |
| ------------------- | --------------- |
| Александар Гавранић | Благоје Јововић |
| Златан Видовић      | Јаков Јововић   |
| Тамара Ристоска     | Глади           |
| Игор Боројевић      | Сатник          |
| Љубиша Савановић    | Војкан          |
| Мухамед Хаџовић     |                 |
| Милан Чучиловић     |                 |
| Татјана Венчеловски |                 |
| Данина Могел        | Секретарица     |
| Слађана Зрнић       |                 |
| Јован Савић         |                 |